# Ada Šestan
Ada Šestan (Pazin, 1875. – Trst, 1946.), bila je hrvatska pjesnikinja i spisateljica.

## Životopis

### Rani život
Ada Šestan rođena je u Pazinu, 1875. godine, gdje se školuje i neko vrijeme radi kao odgajateljica. Već u ranoj mladosti mogla se prepoznati njezina literarna nadarenost te je s devetnaest godina započela spisateljsku karijeru.

### Karijera
Aktivno je promišljala društvene i kulturne probleme Istre redovito je pisala za glasila poput Il Picolo Istriano, Giovane pensiero, Piccolo, Nazione, Resto del Carlino, Tre Venezie.
Osim suradnje s ovim časopisima, pokrenula je vlastitu publikaciju FEMMINA 1922. godine u kojoj se bavi kompleksnim pitanjima umjetnosti i suvremene literature.
Uz svoju karijeru u novinarstvu, imala je zavidno iskustvo i u književnom stvaralaštvu. Neka od njezinih djela uključuju zbirke pjesama Primi versi, Nuovi canti dell'Istria; zbirku pripovjedaka Novelle istriane te roman Orietta.
Njezin rad temelji se na lirici te izraženoj ljubavi prema zavičaju kojega literarno nikada nije napustila.